# Лазарев, Пьер
Пьер Натан Лазарев (фр. Pierre Nathan Lazareff; 16 апреля 1907, Париж — 21 апреля 1972, Нёйи-сюр-Сен) — журналист.

## Биография
Пьер Лазарев был сыном еврейского эмигранта из России Давида Берковича Лазарева (1874, Стародуб — 1941, Ницца), торговца драгоценными камнями, приехавшего в Париж в 1900 году и натурализовавшегося во Франции в 1908 году, и Марты Хельфт (эльзасского еврейского происхождения, умерла в 1954 году в Веве). Его родители поженились в ноябре 1903 года в синагоге на улице Бюффо. С детства хотел стать журналистом. В возрасте 9 лет стал делать рукописный «Журнал Биби», который читали братья. Опубликовал свою первую статью в газете «The People» в 14 лет.
Увлекался театром и в тот момент работал секретарем Мистенгетт, затем был прикреплен к художественному руководителю Мулен Руж. Работал также и в других театрах Парижа. В тот же момент всё равно продолжает работать с некоторыми газетами, такими как «L'Écho de Paris». Его настоящая журналистская карьера начинается в 1931 году, когда он становится главным редактором «Paris-Soir».
Со своей будущей женой Элен Гордон, Лазарев знакомится также благодаря своей специальности. Элен Гордон, после путешествия по Африке написала путевые заметки, которые потом отнесла по рекомендации главному редактору «Paris-Soir», на тот момент должность занимал Пьер Лазарев. На следующий день заметки были опубликованы, а Элен Гордон получила предложение руки и сердца.
В 1940 году, в период Второй мировой войны, Пьер Лазарев вместе с женой, переезжает в Нью-Йорк и присоединяется к Управлению военной информации. Позднее был отправлен в Лондон, чтобы возглавить американскую систему телерадиовещания в Европе, где он руководит радиопередачами «оккупированной Европы».
Когда Пьер Лазарев возвращается во Францию 7 ноября 1944 года, он основывает газету «Оборона Франции» (фр. «Défense de la France»), которая позже была переименована в «Вечерняя Франция» (фр. «France Soir»).
21 апреля 1972 года Пьер Лазарефф умирает от рака.